# Magyarországi református egyházi irodalom

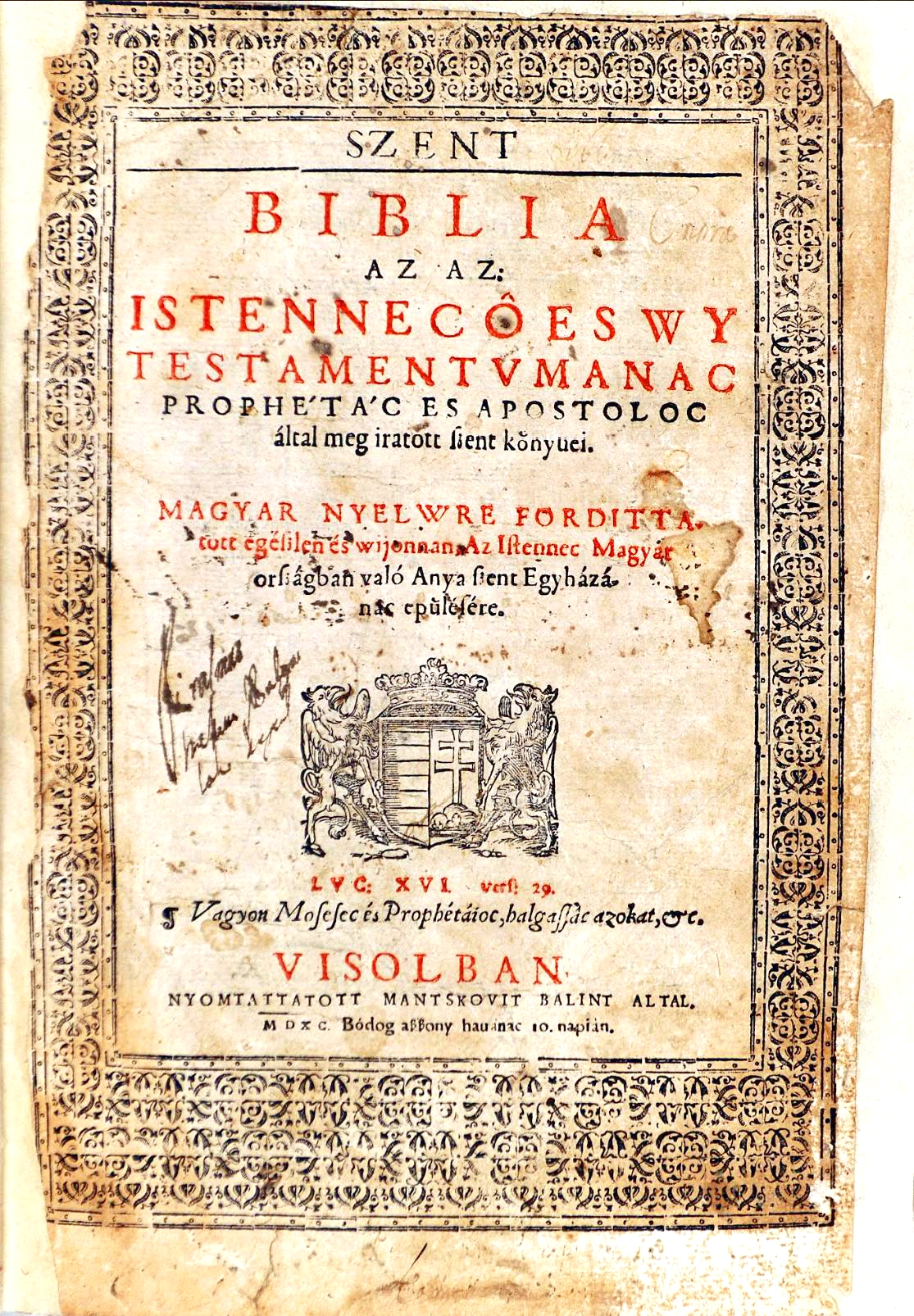
A Károlyi Gáspár által lefordított Biblia címlapja (Vizsoly, 1590)

A magyarországi református egyházi irodalom a magyarországi egyházi irodalom egyik ága. Magyarországi (magyar, német) református egyházi irodalom a 16. század közepe óta létezik, mivel a reformáció meglehetősen korán elterjedt Magyarországon, és a keleti országrészben, illetve Erdélyben hosszú időn keresztül fenn is tudott maradni. A magyarországi katolikus egyházi irodalomhoz hasonlóan a 18. század végéig a magyar református papok műveiknek jelentős részét latin nyelven írták, illetve hasonlóság az is, hogy a magyar / latin művek közül sok sohasem jelent meg nyomtatásban, máig kéziratban van. A magyar irodalomtörténetek általában a 18. századig tárgyalják az egyházi irodalmat a világi irodalom mellett, azonban az egyházi irodalom ezt követően is jelentős területe maradt a magyar művelődésnek. A 19–20. században a szorosabb értelemben vett egyházi műfajok mellett nagy számú tudományos és szépirodalmi alkotás született egyházi szerzők tollából. A teljes anyag máig feldolgozatlan, szintézise nincs, a kisebb részlettanulmányoktól / szöveggyűjteményektől függetlenül a Zoványi Jenő-féle Magyarországi protestáns egyháztörténeti lexikon adattengere adhat útmutatást. Az alkotások többsége beszerezhetetlen, újabb / fakszimile kiadások csak elenyészően kis számú műről (Károlyi Gáspár, Kulcsár György, Szenczi Molnár Albert stb.) készültek.

## Bibliafordítások

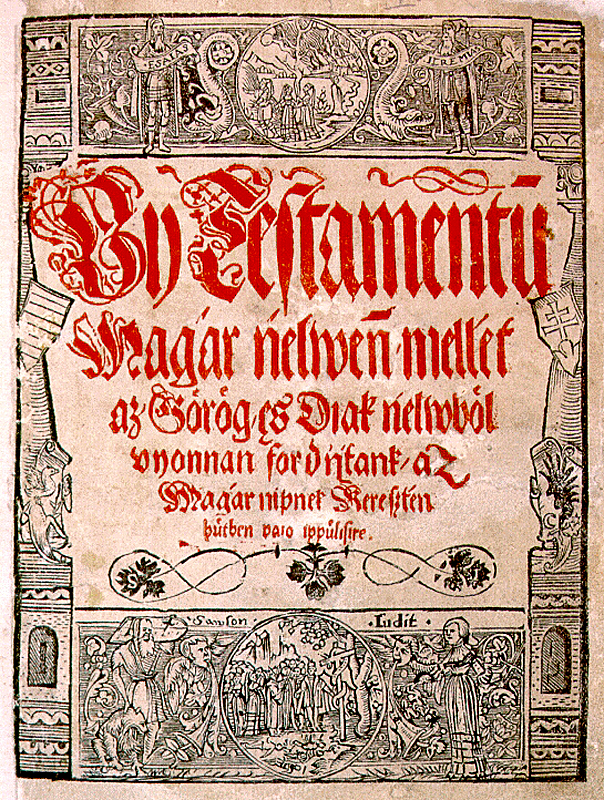
Sylvester János Újszövetség-fordítása

Hogy ki volt az első magyar református egyházi író, bizonytalan. Egyesek szerint Sylvester János (1504–1552) sárvári pap lehetett, aki  az  egész   Újszövetség   fordításával tette ismertté magát    (1541).   Később   Félegyházi Tamás  (1540–1586)   debreceni    pap   ugyancsak az   Újszövetséget   (1586),   Károlyi Gáspár  (1529–1592) gönci   pap   pedig   az   egész   Szentírást  fordította   le  (Károlyi-biblia, 1591). A Károlyi-bibliát 1608-ban Szenczi Molnár Albert (1574–1634) javítva újra kiadatta, Az 1660-as években Váradi Biblia néven egy harmadik kiadásra is sor került, majd a század végén Misztótfalusi Kis Miklós (1650–1702) jóvoltából egy negyedikre is. Misztótfalusi a kiadással kapcsolatos támadásokra Maga mentségére című könyvével válaszolt. A Károli-féle fordítást ezt követően még sokszor  újra  nyomtatták,  és  napjainkig  használják a magyar református egyházban.
A Károlyi-biblia sikerének ízes nyelvezete mellett oka volt, hogy a későbbi Bibliafordítások különböző okokból nem tudtak elterjedni szélesebb körökben. Egyik példája ezeknek a Komáromi Csipkés György (1628–1678) debreceni  tanár  és  lelkész által készített teljes új Biblia-fordítás, amely végül nem  került  forgalomba. Ez a Komáromi-biblia néven ismert fordítást csak jóval a szerző halála után, 1718-ban sikerült kiadni a hollandiai Leiden városában. Mivel nagy részét a szepesi kamara Magyarországra hozatalakor lefoglalta, csak alig 31 példány kerülhetett az olvasókhoz. Körülbelül még 1000 példány érkezett hazánkba 1789-ben, de ezek a Hollandiában maradt példányok közül valók voltak.
Nagyrészt kéziratban maradt Bessenyei György (18. sz.) madari lelkész 1737-es Bibliafordítása is. A 19. század közepén Ballagi Mór (1815–1891) pesti teológiai tanár készített Újszövetség-fordítást (1842), amely ugyancsak nem terjedt el szélesebb körben. Lefordította az Ószövetségből Mózes (1840–1841) és Józsué könyveit (1842) is. A 20. században is több Bibliafordítási kísérlet történt, de ezek sem tudták teljesen kiszorítani Károlyi „klasszikusát”.  Czeglédy Sándor (1883–1944) ceglédi lelkész 1924-ben az Újszövetséget, Budai Gergely (1887–1974) budapesti teológiai tanár 1967-ben, és Csia Lajos (1887–1962) budapesti lelkész a század közepén fordította le az Újszövetséget. Csia fordítása csak halála után, 1978-ban jelent meg. Kecskeméthy István (1864–1938) kolozsvári teológiai tanár a teljes Ószövetséget, és az Újszövetségnek a Római levél 1:9-ig tartó részét fordította le. A század második felében Vida Sándor (1934–?) is készített egy Újszövetség-fordítást, amely 1971-ben jelent meg.
Érdekességként említhető, hogy még a 16. században Méliusz Juhász Péter (1532–1572) debreceni püspök verses fordítást készített az Újszövetség könyveiről.

## Bibliamagyarázat
A Szentírás számos helyéhez készített magyarázatokat a fent említett Komáromi Csipkés György. Későbbi bibliamagyarázók: Sárpataki Nagy Mihály (1638–1694), Szathmárnémethi Sámuel (1658–1717), Csúzi Cseh Jakab (1639–1695), Örvendi Molnár Ferenc (?–1666<), Debreczeni Simonides Gáspár (?-1636<), Debreceni Ember Pál (1660–1710).
A 18. századtól Varga István (1776–1831) debreceni teológiai tanár Exegetica theologiaja, Fördős Lajos (1817–1884) kecskeméti lelkész Konkordantziája, Maklári Pap Lajos (1816–1869) berzétei lelkész Bibliai egyezményes szótára, Incze Dániel (1805–1857) és Herepei Gergely (1807–1859) kolozsvári lelkészek Újtestamentum… magyarázata sorolandó a területhez. Más szintézis vagy monográfia írók: Zsarnay Lajos (1802–1866), tiszáninneni püspök (Biblia bevezetés), Menyhárt János (1823–1900), Erdős József (1856–1946), Hamar István (1867–1933), Marton Lajos (1870–1935), Csekey Sándor (1896–1956), Tóth Kálmán (1917–2009).

## Rendszeres teológia

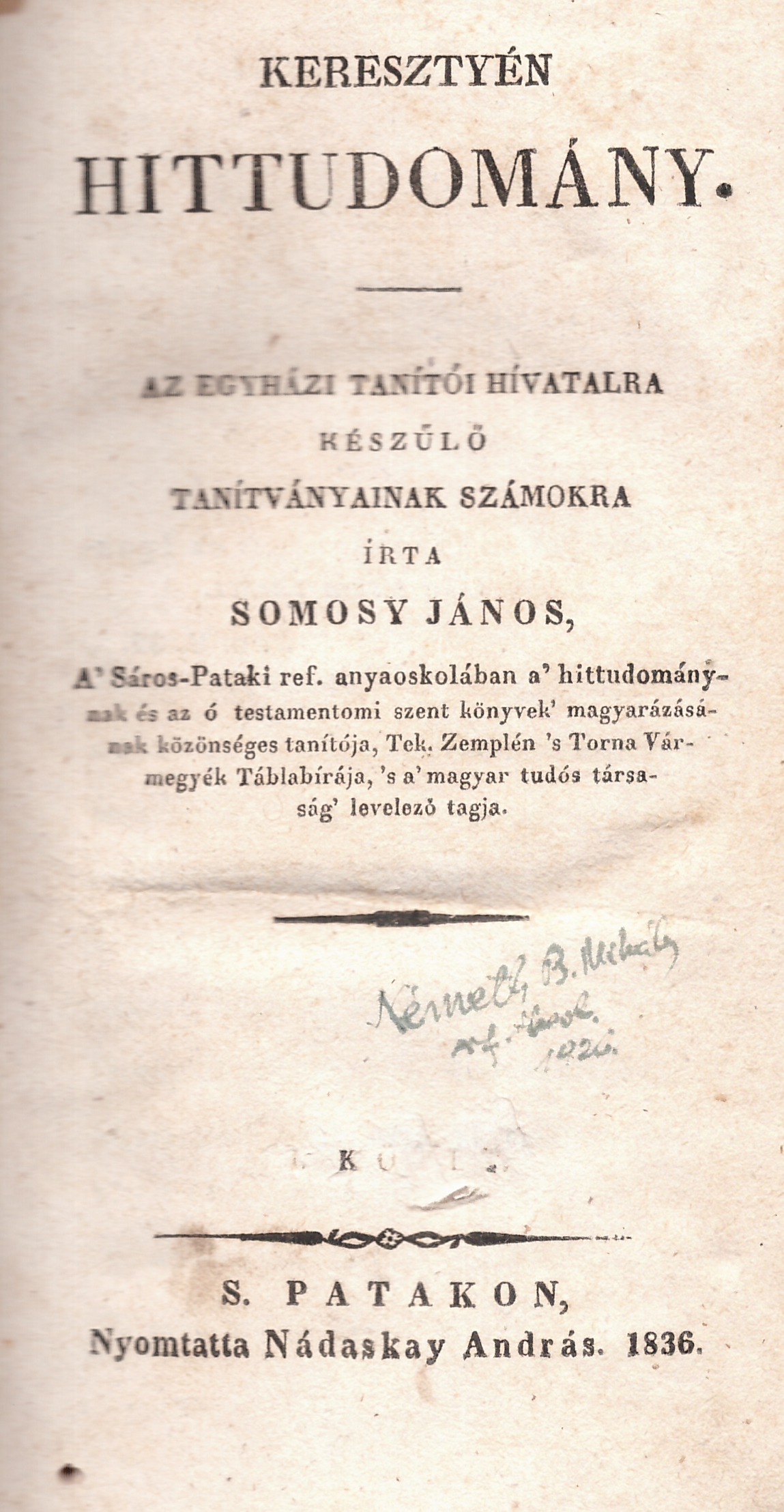
Somosi János: Keresztyén hittudomány

Teológiai tanulmányokat írt a 16. században Szegedi Kis István (1505–1572) dunamelléki püspök és Ujfalvi Katona Imre (1572–1610) gönci lelkész.
Teológiai kézikönyveket írt a 17. században Köleséri Sámuel (1629–1683) debreceni lelkész, Szathmárnémethi Mihály (1638–1689) kolozsvári lelkész, Nagyari Benedek (1611–1663) nagyváradi lelkész, Martonfalvi Tóth György (1635–1681) debreceni lelkész, és I. Apafi Mihály (1632–1690) erdélyi fejedelem. A 18. században Hunyadi Szabó Ferenc (1743–1795) tiszántúli püspök, Mándi Márton István (1760–1831) pápai teológiai tanár, Péczeli József (1750–1792) komáromi lelkész művelte a műfajt. Mindszenthy Sámuel (1752–1806) komáromi lelkész egy nagy méretű angol vallási lexikont fordított magyar nyelvre. Helmeczi Komoróczi István (1670–1753) dunamelléki püspök Igazság paizsa félig-meddig vitairat is Kálvin tanainak védelmében. Egyéb író: Eszéki István (?–1675?).
A 19. században Somosi János (1783–1855), Szeremlei Gábor (1807–1867), Tóth Ferenc (1768–1844), Kenessey Béla (1859–1918) írt nagyobb teológiai kézikönyvet.
A 20. században Erőss Lajos (1857–1911), Szőts Farkas (1851–1918), Sebestyén Jenő (1884–1950). Id. Szabó Aladár (1862–1944) külmissziói kalauzt készített.

## Elmélkedések, lelkiségi irodalom
Képviselői voltak: Medgyesi Pál (1604–1663), Mikolai Hegedüs János (1616–1667), Nógrádi Mátyás (1611–1681), Pápai Páriz Imre (1618–1667), Csúzi Cseh Jakab (1639–1695), Czeglédi István (1620–1671), Bátai György (?–1672), Báthori G. Mihály (1631–1669<), Szőnyi Nagy István (1632–1709), Tolnai F. István (1630–1690). Báthori István országbíró (1555–1605) ugyan nem egyházi ember volt, de ő is írt elmélkedéseket. Otrokocsi Fóris Ferenc (1648–1718) református lelkészként írta műveinek jelentős részét, élete végén azonban katolizált.
A 18. században II. Apafi Mihály erdélyi fejedelem (1676–1713), Patai Balog János (1674–1730), Csirke Ferenc (1707–1765) művelte a műfajt. Későbbi írók: Victor János (1888–1954). Érdekesség, hogy Gyökössy Endre (1913–1997) lelkiségi munkáit a katolikus Szent Gellért Kiadó jelentette meg.

## Imádságok

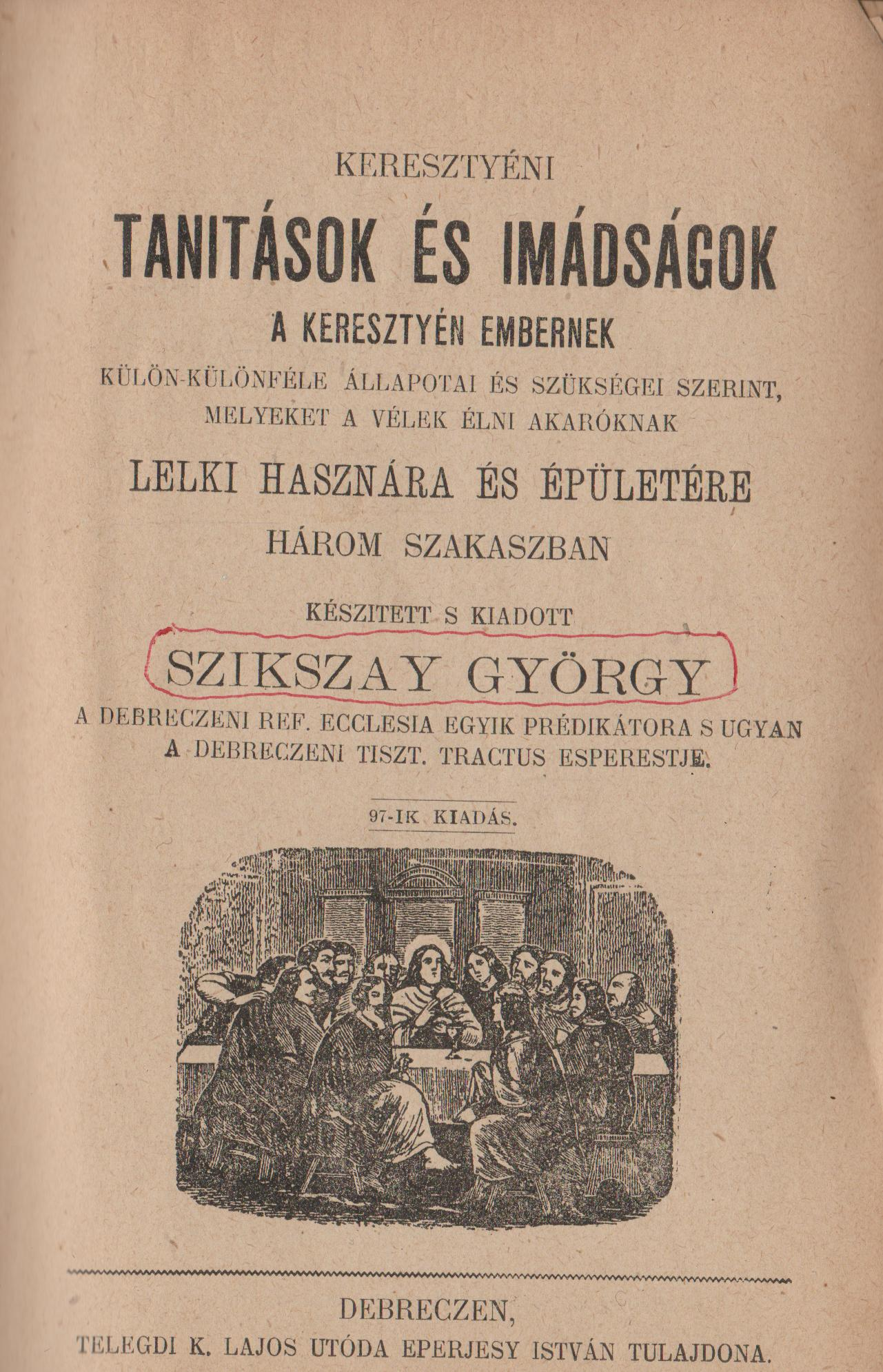
Szikszai György: a Keresztyéni tanítások és imádságok… egyik, 1918-as kiadásának címlapja

Diószegi István (1635–1698) Lelki Fegyver, Avagy A Hétnek minden Napjaira rendeltetett Reggeli és Estvéli Könyörgések és buzgo háládások címen adott ki imádságoskönyvet.
Későbbi imádságírók: Szőnyi Nagy István (1632–1709), Técsi Joó Miklós (?–1662<), Kazai János (?–1708<), Kármán József (1738–1795), Szikszai György (1738–1803), Révész Bálint (1816–1891). Csiky Lajos (1852–1925) imádságtan írt. Szolnoky Gerzson (1864–1941) kifejezetten halotti imádságokat adott közre.

## Katekizmusok
Mivel   gyorsan   változó   és   eltérő    hitrendszerek támadtak,   gyorsan   szaporodtak   a   protestánsok   részén  a  katekizmusok   (káték)  is.  Gálszécsi István (?–1543) és  Székely István  (1505–1565) készítettek   katekizmusokat.   Lefordították   a  heidelbergi kátét  is  (1577),  de  csak  1648-ban  tették  kötelezővé.   A  görög   keleti   románok   megnyerése   végett   mind   az  evangélikusok,   mind  a  reformátusok   lefordították    az   ö   kátéikat   román    (oláh)   nyelvre   is   (1544  és  1638). Egyéb katekizmus-szerzők: Szikszai Hellopeus Bálint (16. sz.), Siderius János (<1550–1608), a már említett Szenci Molnár Albert, Szenczi Csene Péter (1575–1622).

## Egyházi beszédek

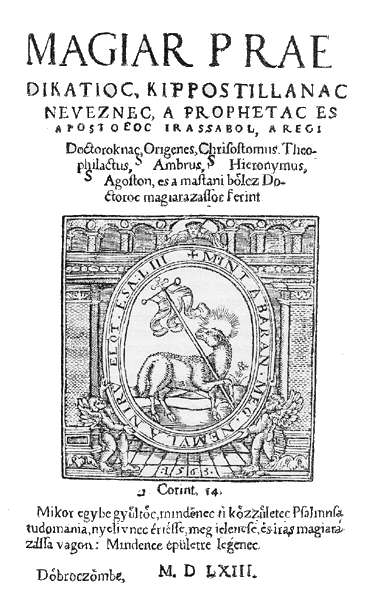
Méliusz Juhász Péter: Magyar prédikációk

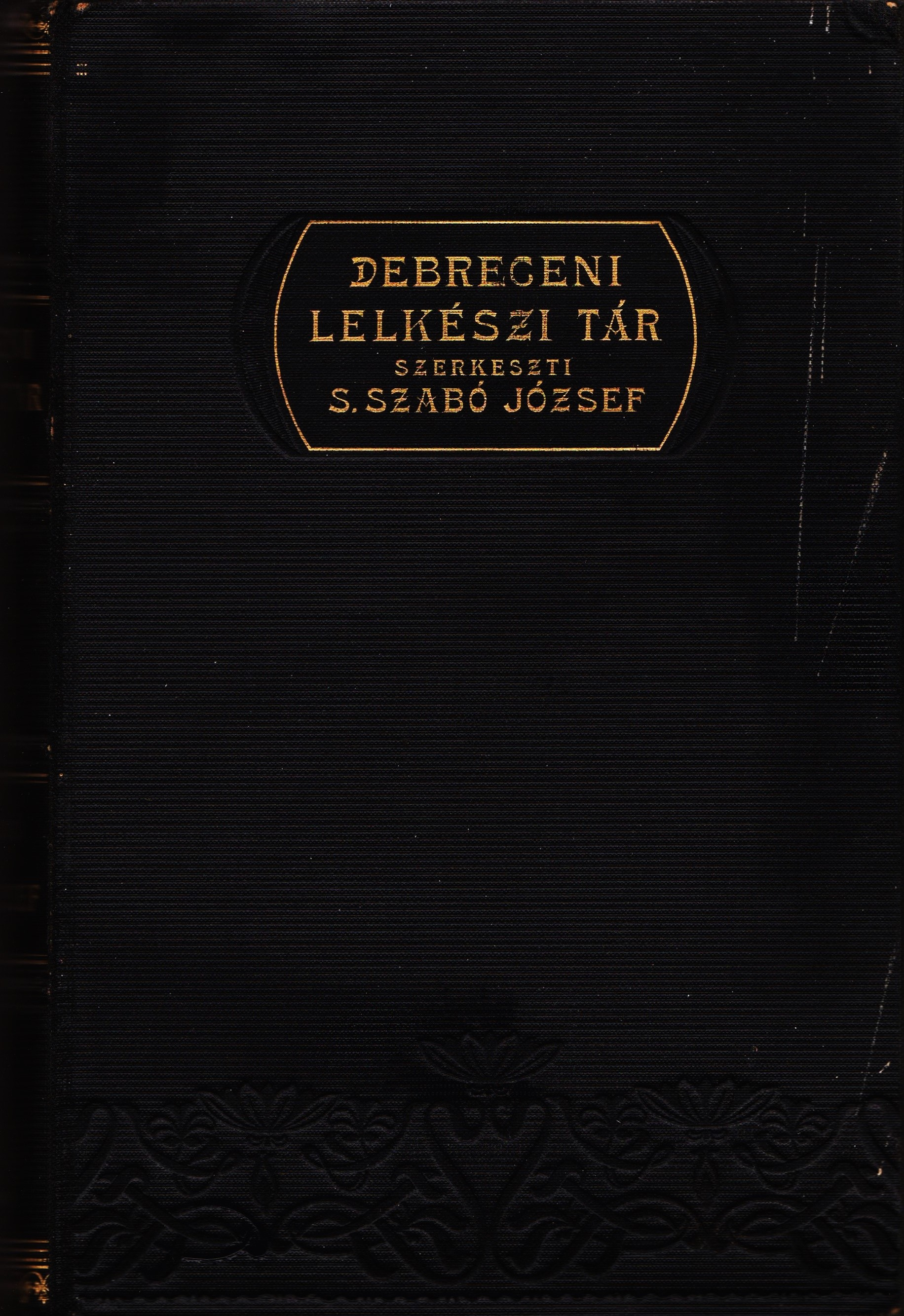
A Debreceni Lelkészi Tár egyik kötete

Református   részről a 16. században megjelent a prédikáció műfaja is. Ennek egyik első jelentős alakja a már említett Méliusz Juhász Péter volt, aki Krisztus közbenjárásáról és a Jelenések könyvéről írt beszédeket. A században működött Károlyi Péter (1543–1576) is (Az egy igaz Istenről, és az Jézus Krisztusnak örök istenségéről és fiúságáról való prédikációk, az Szent Írásból szedetettek). Decsi Gáspártól (?–1588<) csak néhány prédikáció maradt fenn.
A 17. század első felében Keserüi Dajka János (1580–1633) adott ki halotti prédikációkat. Ismert beszédíró volt Melotai Nyilas István (1571–1623), Alvinczi Péter (1570–1634), Kecskeméti Elek János (1570–1618), Margitai Láni Péter (?–1629). Geleji Katona István (1589–1649) hatalmas prédikációs kötetei (Titkok titka, és a 4212 oldalas Váltság titka) bizonyos értelemben vitairat-gyűjteményeknek is tekinthetőek. Később Keresszegi Herman István (?–1641)  tiszántúli   református   püspök   és   Komáromi Csipkés György (1628–1678)  debreceni  református  pap  adtak  ki  terjedelmes   prédikációgyűjteményeket.   Csipkés  gyűjteménye   öt   kötetben   latinul   jelent   meg   (Concionum   sacrarum  centuria). Diószegi István (1635–1698) Kiosztatott Talentoma 73 prédikációt tartalmaz, de a szerző az előszóban azt írja, hogy 900 prédikációt írt.
A 18. században az egyházi cenzúra elterjedése nem kifejezetten érintette az egyházi beszéd műfaját, így az tovább virágozhatott. Neves egyházi szónok volt Debreceni Ember Pál (1660–1710), Nádudvari Péter (1670–1726), Tasnádi Székely István (1746–1800), Szerencsi Nagy István (?–1789), Kis Gergely (1738–1788), Kőrösy Mihály (?–1775), Gombási István (?–1786<), és Helmeczi Komoróczi István (1670–1753). Szathmári Pap Zsigmond (1703–1760)  erdélyi  püspöktől is maradtak fenn beszédek.  
Kifejezetten a halotti beszédek mestere volt:
- Balog István (1627–1693), (Temető kert),[25]
- Kamarási György (?–1724<), (Emlékezet kövei, az az halotti száz prédikácziók)
- Verestói György (1698–1765) erdélyi püspök (Holtakkal való barátság), és fia,
- az ifjabb Verestói György (1739–1794),[26] bár utóbbitól csak egyes prédikációk jelentek meg, teljes gyűjtemény nem.

A 19. században Somodi István (1759–1845), Diószegi Sámuel (1761–1813), Szilády László (1812–1862), Fejes István (1838–1913), Gyöngyössy Sámuel (1833–1886), Tompa Mihály (1817–1868), Szoboszlai Pap István (1786–1855)  tiszántúli   püspök,  Fördős Lajos (1817–1884)  és  Czelder Márton (1833–1889)  kecskeméti, Dobos János (1804–1887)   ceglédi,  Medgyes Lajos (1817–1894)  dési   és   Filó Lajos (1828–1905)   nagykőrösi  papok. Báthory Gábor (1755–1842) dunamelléki püspök Emlékezet kövekkel megrakott temető kert címen halotti prédikációit adta ki két kötetben, közel 1000 oldalon. Szász Domokos (1835–1899) beszédeit halála után adták ki. Egyéb beszédírók: Könyves Tóth Mihály (1809–1895). Nagy Józseftől (1788–1864) Halotti szónoklatok jelentek meg, és Fábián Dániel (1810–1894) is kiadta Népszerű halotti beszédeit. Nagy István (1770–1831) temetési beszédei kéziratban maradtak.
Egyéb beszédírók: Szilády János (1839–1889), Kecskeméti Ferenc (1855–1916), Gulyás Benő (1857–1907), Jánosi Zoltán (1868–1942), Soós Károly (1878–1931<), Ravasz László (1882–1975), Bereczky Albert (1893–1966), Muraközy Gyula (1892–1961), Joó Sándor (1910–1970), Csiha Kálmán (1929–2007), Cseri Kálmán (1939–2017). S. Szabó József (1862–1944) szerkesztette a Debreceni Lelkészi Tárt.

## Hitvitázó irodalom
Az első írók közül a már említett Méliusz Juhász Péter vitairatokat is írt (A kísértet és a bűnös ember párbeszéde, A hitről és a kereszténységről való vetélkedés Krisztus, Szent Péter, a Pápa, és Szent Pál között). A 17. század elején Gönczi István (?–1599<), Gyarmathi Miklós (?–1598<), Alvinczi Péter (1570–1634), Kanizsai Pálfi János (1584–1641) művelte. Samarjai Máté János (1585–1652) az evangélikusok és reformátusok közötti egység érdekében értekezett.
Nagyobb vitairodalom bontakozott ki 1665 és 1672 között a   katolikusok    és   reformátusok    között.  Ennek oka az volt, hogy II. Rákóczi György erdélyi fejedelem özvegye, a katolikus Báthory Zsófia   1662-ben  megvonta  a  sárospataki   református   főiskolának   addig   nyújtott   segítséget, amit a  reformátusok nagyon rossz néven vettek,    és   irodalmi   téren  a  Báthory  Zsófiától   Sárospatakra  hívott  jezsuita szerzetesek  támadásával   igyekeztek   kárpótolni   magukat.  A  mindkét  részről  nagy  indulatossággal   és  gorombaságokkal  folytatott   vitában  a  katolikusok   részéről  Kiss Imre  jezsuita szerzetes,  Sámbár Mátyás,  híres  vándor   szónok, ugyancsak   jezsuita    és    Illyefalvi István   egri   kanonok vett részt. A   reformátusok   részéről Pósaházi János  (?–1686)  sárospataki  tanár,  Czeglédi István (1620–1671)  kassai  református  pap,  és Matkó István (1625–1693)  felsőbányai  majd  zilahi  református  pap  írtak vitairatokat. A coccejanizmus irányzatát támadta Dézsi Márton (1630–1691), Pataki István (1640–1693), Csernátoni Pál (1633–1679), és védte Szilágyi Tönkő Márton (1642–1700), Szathmári Pap János (1658–1707) műveiben. Tofeus Mihálytól (1624–1684), SajóSzentpéteri Istvántól (?–1678<) és Nagyari Józseftől (1651–1694) is jelentek meg vitairatok.
A 18. században a török alól felszabadult Magyarország és a Habsburg uralom alá került Erdély területén a cenzúra általános bevezetése miatt protestáns vitairatok megjelenésére már nem volt lehetőség, így ez a műfaj megszűnt.

## Önéletrajz
Szenvedéseinek, gályarabságának a történet írta meg Kocsi Csergő Bálint (1647–1698). Kemény János (1607–1662), I. Apafi Mihály (1632–1690) és II. Apafi Mihály (1676–1713) mélyen vallásos, református erdélyi fejedelmek naplóikat hagyták az utókorra.

## Egyháztörténet
Akár katolikus honfitársaik, a református papok is előszeretettel művelték az egyháztörténet-írást. Az első jelentősebb magyar református egyháztörténész Bod Péter magyarigeni lelkész volt (munkásságát ld. alább, a polihisztorok között). A század végén Sinai Miklós (1730–1808) debreceni  tanár, választott tiszántúli püspök, készített egy nagyobb magyar egyháztörténetet. Az anyagát 1564-ig tárgyaló Praelectiones publicae in historiam ecclesiasticam seculi XVI. reformationem ecclesiarum per Hungariam et Transylvaniam… adumbrantes kiadását Sinai nem tudta elérni, ezért csak Herpay Gábor (1885–1946) debreceni levéltáros kezdeményezésére jelenhetett magyar fordítással meg 1911-ben. A műnek folytatása is van, amely az 1564 és 1773 közötti időszakot tárgyalja, ez azonban továbbra is kéziratban van.
Szombathy János (1749–1823)  sárospataki  tanártól A magyarországi reformácziónak és reformált egyházaknak és iskoláknak rövid historiája és Herepei János (1763–1812) vízaknai lelkész Keresztyén egyháztörténete kéziratban maradt. Tóth Ferenc (1768–1844) dunántúli     szuperintendens A magyar és erdélyi országi protestáns ekklesiák historiáját, illetve két egyházkerület püspökeinek életrajzait írta meg (A helvetziai vallástételt tartó túl a dunai főtiszteletű superintendentziában élt superintendensek, vagy református püspökök élete, e jelen valő időkig lehozva, A helvetziai vallástételt követő túl a tiszai superintendentziában élt reformatus püspökök élete e jelen való időkig lehozva). Id. Révész Imre (1826–1881)  debreceni pap kisebb-nagyobb monográfiákat adott közre (Dévai Biró Mátyás, első magyar reformátor életrajza s irodalmi művei,  Melius Péter emlékezete, Kalvin élete és a kalvinismus) és egy félbemaradt egyháztörténetet (Egyetemes egyháztörténelem. Főiskolai tanulók s művelt protestánsok számára. 1. füzet. Az egyház alapításáról a reformatióig). Breznay Pál (1797–1839) máramarosszigeti teológiai tanár általános egyháztörténelmet írt (A keresztyén eklézsiának historiája), Csuthy Zsigmond (1813–1884) kajdacsi lelkész a 18. századi magyar protestáns egyháztörténelmet dolgozta fel (Magyar protestáns egyháztörténet a szatmári békekötéstől a türelmi rendelet kiadásáig, 1712–1782), Heiszler József (1819–1901) sárospataki teológiai tanár két egyetemes egyháztörténelmi művet írt, amelyből az első csonka maradt (A keresztyénség és ker. egyház történelme I., Egyháztörténelmi kézikönyv I–II.) Balogh Ferenc (1836–1913) egy 4 kisebb kötetetből álló egyetemes egyháztörténelmi művet írt 1872 és 1890 között (Keresztyén egyház-történelem), és megírta A magyar protestans egyháztörténelem részletei a reformatió korától jelenig című magyar egyháztörténetet. Fontos munkája volt A magyar protestans egyháztörténet irodalma című bibliográfia. Kálniczky Benedek (1786–1861) sárospataki teológiai tanár fordított-átdolgozott egy két kötetes német egyháztörténetet (Közönséges keresztyén egyház történettan). Fordítás a Farkas József (1833–1908) budapesti teológiai tanár-féle Egyháztörténelem, azonban A magyarországi protestáns egyház történelmét önállóan írta meg. Nagy János (1806–1880) Halasy István szerkesztette egybe (Egyháztörténet Nagy János után Halasy István).
Talán Warga Lajos (1835–1900) sárospataki teológiai tanár egyháztörténelme (Keresztyén egyháztörténelem) a legnagyobb és legrészletesebb valamennyi máig megjelent ilyen mű közül. A szerző az 1870-es években „csak” az első két kötet kiadását tudta elérni, amely 529 és 735 oldalon jelent meg. A második kötet bővítve az 1880-as években ismét megjelent, terjedelme 820 oldal, és az 1700-as évekig tárgyalja az anyagot. A harmadik kötettel a teljes mű csak Warga halála után, Zoványi Jenő szerkesztésében jelenhetett meg 1906 és 1908 között. Itt 566, 864 és 746 oldalasak a kötetek, azaz összesen 2176 oldal a teljes mű terjedelme.
Pruzsinszky Pál (1862–1926) budapesti teológiai tanár Kálvin életét, Pokoly József (1866–1933) kolozsvári teológiai tanár Az erdélyi református egyház történetét, Thury Etele (1861–1917) pápai teológiai tanár A dunántúli református egyházkerület történetét dolgozta fel. Révész Kálmán (1860–1931) tiszáninneni püspök különböző dolgozatokban a kassai egyházmegye történetét (Százéves küzdelem a kassai ref. egyház megalakulásáért, A kassai református egyház emlékkönyve hazánk fennállásának ezredik évéről, A kassai református templomok rövid története, Alvinczi és a kassai vértanúk), Ifj. Révész Imre (1889–1967) tiszántúli püspök számos egyháztörténelmi tankönyve mellett a 16. század magyar egyháztörténelmét (Magyar református egyháztörténet I.), Ifj. Szabó Aladár (1890–1948) gödöllői lelkész röviden mind az egyetemes, mind a magyar egyház történelmét megírta (A magyar protestantismus története, A keresztény egyház története a felvilágosodás korától napjainkig). Tervbe volt véve, hogy írja meg a Révész Imre–Nagy Géza-féle részletes magyar egyháztörténelmi sorozat 1715 utáni részét, azonban erre halála miatt nem került sor.
Varga Zsigmond (1886–1956) debreceni teológiai tanár két nagy kötetben megírta Általános vallástörténet című munkáját. Erre a művére úgy tekintett, mint Bibliai vallástörténet című munkája előkészületére. Ennek az utóbbinak csak első fele jelenhetett meg (1938). Elkészült körülbelül ugyanolyan terjedelemben (700 oldal), de kiadatlan még Az újszövetségi vallás története című befejező része. Nagy Géza (1887–1971) kolozsvári teológia tanár 17. századi egyháztörténelmét (A református egyház története 1608–1715) már az 1940-es években szerette volna kiadatni, azonban az összességében 936 oldalas, két kötetes mű megjelenésére végül csak 2008-ban került sor.
Külön kiemelendő Zoványi Jenő (1865–1958) sárospataki, majd debreceni teológiai tanár neve. Zoványi hosszú élete során kisebb-nagyobb egyháztörténeti tanulmányok sokaságát jelentette meg az 1880-as évektől kezdve. Többek közt megírta A coccejanismus történetét, A felvilágosodás történetét, és A Tiszántúli Református Egyházkerület történetét. A reformáció Magyarországon 1565-ig című művének folytatása csak hála után jelenhetett meg A magyarországi protestantizmus 1565–1600-ig címmel (1977). Fő műve az 1894 és 1901 között általa szerkesztett és jelentős részben írt három kötetes Theológiai ismeretek tára című egyháztörténeti lexikont. Ennek a magyar írókra vonatkozó részét később kibővítette, és külön 1940-ben kis példányszámban kiadta (Zoványi Jenő cikkei a Theológiai lexikon számára a magyarországi protestantizmus köréből). Mivel a tervezett teológiai lexikon nem készült el, Zoványi pedig az 1950-es évekig újabb bővítésekkel látta el a kéziratot, szükségessé vált ismételt, nagy példányszámban való kiadása. Erre azonban csak 1977-ben került sor Ladányi Sándor (1937–2014) budapesti teológiai tanár jóvoltából Magyarországi protestáns egyháztörténeti lexikon címen. A 712 oldalas, két hasábban kiszedett óriási alkotás néhány egyháztörténeti fogalom mellett magyarországi református, evangélikus, és unitárius egyházi írók életrajzainak gyűjteménye. 1977-ben ismét egy későbbi, tervbe vett protestáns lexikon pótlására adták ki – ilyen lexikon azonban azóta sem készült. Zoványi másik fő műve még hosszabb időn keresztül volt kéziratban: csak 2004-ben sikerült kiadni a 800 oldalas, két kötetes általános magyar egyháztörténelmét A magyarországi protestantismus története 1895-ig címmel.

## Általános történetírás, emlékiratok
Székely István (1505–1565) krónikát adott ki a világtörténelemről. Későbbi történetíró papok: Szepsi Laczkó Máté (1576–1633), Szeremlei Sámuel (1837–1924). Budai Ferenc (1760–1802) és Budai Ézsaiás (1766–1841) is több történeti művet szerzett.

## Művészettörténet
Kováts J. István (1880–1965) a magyarországi református templomokról szerkesztett egy nagyobb művet.

## Nyelvészet, szónoklattan

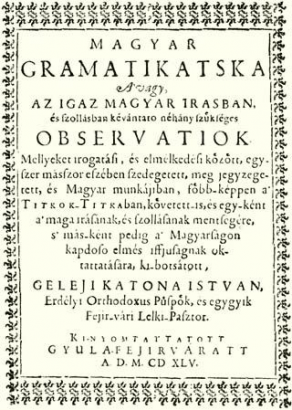
Geleji Katona István: A Magyar Grammatikatska címlapja

A fentebb már említett neves püspök és egyházi beszéd-író, Geleji Katona István egy kis magyar nyelvészeti könyvet is ki adott Magyar Grammatikácska címmel. Kun Bertalan (1817–1910) és Id. Mitrovics Gyula (1841–1903) egyházi szónoklattani könyvet készített. Szótárt készített Ballagi Mór (1815–1891).

## Filozófia
A Molnár Aladár (1839–1881) és Tüdős István (1866–1918) számos kisebb filozófiai dolgozatot adott ki.

## Egyházjog
Kovács Albert (1838–1904) budapesti teológia tanár egyházjogi kézikönyvet írt Egyházjogtan címen.

## Természettudományok

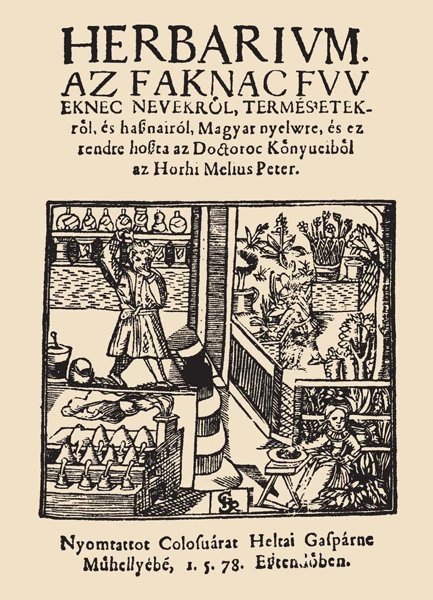
Méliusz Juhász Péter: Herbarium

Méliusz Juhász Péter (1532–1572) a természettudományokkal is kapcsolatba került, mert ő írta az első magyar botanikai könyvet. Beythe István (1532–1612) és Nadányi János (1643–1707) is írt egy növénytani munkát. Pápai Páriz Ferenc (1547–1616) többek közt az orvostudománnyal foglalkozott. Diószegi Sámuel (1761–1813) orvosi füvész könyvet szerkesztett.

## Egyházi költészet, énekek
Az egyházi költészetet művelte: Farkas András (?–1531<), Batizi András (1515–1552<), Kecskeméti Vég Mihály (?–1567<), Szőnyi Benjámin (1717–1794). Huszár Gál (1512–1575), a dunántúli református egyházkerület püspöke énekeskönyvei  Isteni dicséretek és Psalmusok és A keresztyéni gyülekezetben való isteni diceséretek és imádságok címmel jelentek meg. Sok (részben világi) költeményt írt Tompa Mihály (1817–1868), Baksay Sándor (1832–1915), Szabolcska Mihály (1861–1930), míg Szász Károly (1829–1905) számos műfordítást készített. Fördős Dávidtól (1787–1866) halotti búcsúzó versek jelentek meg, egyben kiadta a fiatalon elhunyt Kováts József (1780–1809) lelkész költeményeit is.
Csomasz Tóth Kálmán (1902–1988) az egyházi költészet múltját kutatta.

## Irodalomtörténet

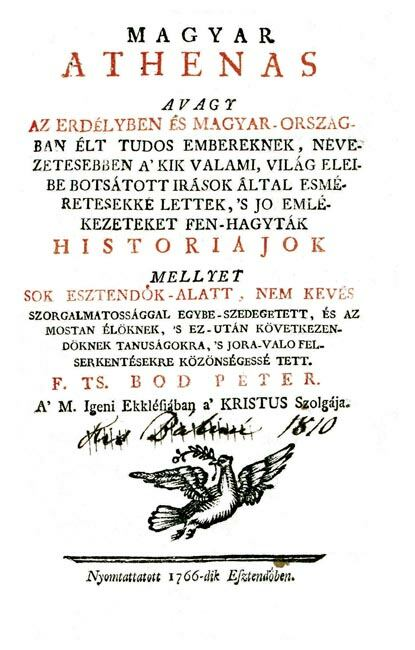
Bod Péter: A Magyar Athenas címlapja